# Michel (cantante)
Miguel Samper Peiró, más conocido por su nombre artístico Michel (Pego, 1933 - Madrid, 14 de enero de 2009) fue un cantante español de balada romántica.

## Biografía
Miguel Samper Peiró fue conocido con el nombre artístico de Michel. Sus eternas gafas oscuras de concha y sus pobladas patillas eran su seña de identidad que marcaban su original estilo, marcado sobre todo una extraordinaria y potente voz. Se le considera  el iniciador de las grandes voces valencianas, como Nino Bravo, Juan Bau y Francisco.
Nació en Pego, un pueblo de la Marina Alta, al norte de Alicante, junto al límite con Valencia, donde se le conocía como Fulleraca. Ya de joven comenzó a cantar en orquestas de los años '50, entre las que se contaban las del maestro Oltra y de Sik-ko.

## Salto a la profesionalidad: años de festivales (1961-1965)
Comenzó a cantar como profesional y en 1961 decidió dar el salto e irse a Benidorm. Allí conoció a la que sería su mujer, la estrella María Bellot, y ambos aceptaron un contrato en el Teatro Victoria de Barcelona el otoño de 1962. A los pocos días, Miguel acabó cantando en solitario y desbancando a la figura del cartel Antonio Amaya, con el nombre artístico de «Michel» con el que alcanzaría la fama. En Barcelona grabó su primer EP, con dos rocks, Carlón y No me pierdas, un calypso, Ya me enamoraré, y un cha cha cha Mina, y gracias a él apareció en numerosos programas musicales de TVE.
Para seguir ascendiendo en su carrera se trasladó a Madrid en 1963, donde actuó en salas de fiestas como El Biombo Chino y siguió aparenciendo asiduamente en radio y festivales de la canción como los de Benidorm, Barcelona, Madrid, Aranda de Duero y Tenerife y en numerosos programas musicales de TVE, así como en festivales fuera de España como el de Yugoslavia, Rumania, Atenas, Portugal, Italia o Sopot (Polonia), donde ganó el Gran Premio del Disco en 1969, el mismo año que Conchita Bautista ganó el tercer premio de interpretación y el premio especial del público.

## Telonero de The Beatles y estrella en el Festival de Benidorm (1965-1967)
Llegó incluso a actuar como telonero en los dos conciertos que dieron en España The Beatles en junio de 1965. El empresario Francisco Bermúdez acopló algunos teloneros para completar la duración del evento y Michel actuó en los dos conciertos. El concierto de Madrid se realizó en Las Ventas y la presentación corrió a cargo del ya entonces famoso Torrebruno. Los otros teloneros fueron un elenco de grupos y cantantes nacionales que llenaron la primera parte del concierto, destacando Los Pekenikes y Trinidad Steel Band (luego Phil Trim y The Pop Tops). Al día siguiente repitieron en La Monumental de Barcelona. Los fanes solo querían ver a los Beatles, por lo que los prolegómenos fueron conflictivos: los teloneros debían ser breves y alegres. Michel, presentado como "la voz española del éxito", cantó Oh, sole mio -en Barcelona añadió además Granada-, dejando al respetable sin palabras. Solo Michel y Los Pekenikes no fueron abucheados por el público.
En el Festival de Benidorm de 1967 todas los pronósticos apuntaban a Michel, pero el festival estaba en horas bajas y contrataron a la estrella Tony Dallara, al que premeditadamente dieron el premio, con gran escándalo y protestas del público. En la edición de 1968 apareció por allí un joven desconocido llamado Julio Iglesias que ganó el festival con «La vida sigue igual».

## La aventura en la URSS (1968-1983)
Tras los éxitos cosechados en España inició en 1968 una aventura artística por tierras rusas que se prolongó hasta 1983, con un total de más de 1.400 conciertos. Estaba cantando en Avilés y en el puerto había atracado un buque mercante ruso comandado por Nikolai Kusmienko, que quedó deslumbrado por su voz. Al año siguiente el Ministerio de Cultura soviético le invitó a una primera gira por el país.
Como entonces no existían relaciones diplomáticas con la Unión Soviética, fue necesario realizar muchas gestiones para conseguir el permiso de Franco, interviniendo el Maestro Quiroga y el alcalde de Madrid Arias Navarro. Desde entonces realizó una gira anual en la URSS en invierno, con temperaturas bajo cero, mientras siguió actuando esporádicamente en España, sobre todo en Madrid, donde vivía. Los conciertos tenían una primera parte más seria, con todos los músicos de negro y Michel con una capa española. La segunda parte se hacía con camisas de colores, cantando las canciones más populares del momento, que incluían el Valencia de Padilla y los Ojos de España, terminando siempre con el consabido Porrompompero. Actuó ante grandes figuras históricas como Leonid Brézhnev, Fidel Castro o la reina Fabiola de Bélgica. La foto con Castro le costó su carrera en Miami.
Sus mayores éxitos en esa época los tuvo en Moscú y San Petersburgo. En 1976 el gobierno ruso le distinguió de manos de Aram Jachaturián (autor de la famosa Danza del sable) con la medalla Chaikovski -máxima distinción cultural de Moscú- por su carrera artística y la divulgación de la canción española en tierras rusas. En las giras posteriores a 1979, se unió la edición de un disco para los Juegos Olímpicos de Moscú de 1980 y otro LP en 1982 con canciones rusas cantadas en ruso. También participó en el Festival Internacional de Cine de Moscú de 1981, durante el cual tuvo el honor de entregar un ramo de flores a Valentina Tereshkova, la primera mujer cosmonauta en viajar al espacio.

## Vuelta a casa
Al final de su vida Michel regresó a Pego, donde compaginó las actuaciones musicales con la pintura y la escultura, exponiendo en algunas galerías de arte. Actuó en numerosas ocasiones para la embajada de la URSS en Madrid. En una de sus últimas grabaciones estrenó el himno del Pego C.F. «Alé Rogets», que sigue siendo el himno actual, compuesto por su hijo Michel con letra de Salvador Bolufer. El cantante había conocido el éxito, aunque este le llegara a miles de kilómetros «En vez de hacer las Américas, en su caso, fueron las Rusias». Poco después de su fallecimiento, se realizó en Pego en 2010 un gran Festival homenaje a Michel en el Polideportivo Municipal Cervantes, presentado por Enrique Ginés, Salomé y Mariano de La Banda, donde actuaron como artistas invitados Luis Alberto, Jaime Domínguez, Paco Cadel, Dova, César Carvallo, Tony Val, Bernardino, Cristina de Los Stops, Julián Granados, José Luis Trapero, Helena Bianco de Los Mismos y Yaco Lara.

## Discografía selecta
En la década de los '60 lo habitual era la venta de singles y EPs, por lo que lo que se cita a continuación es una selección de los más de 70 discos publicados por Michel a lo largo de su extensa carrera:
- Michel (Columbia, 1962): Carlón / No me pierdas / Ya me enamoré / Mina
- Michel (Columbia, 1962): Cuando calienta el sol / María (West Side Story) / Qué noche / Calor
- Festival de San Remo 1963 (Columbia, 1963): Esta noche pago yo / No sabía / No cuesta nada / Giovana Giovana
- Cancionero del "Gran Festival de Madrid" (Columbia, 1963)
- Michel con El Conjunto Vocal (Columbia, 1963): Poco tiempo / Quiéreme deprisa / Cuantas cosas / A fuerza de rogar
- Michel y su conjunto. Festival de San Remo 1964 (Columbia, 1963): Si encuentras a mi amor/ La primera que encuentre / Un beso pequeñísimo / Cómo podría olvidarte
- Michel (Zafiro, 1964): Te quiero, no lo olvides / Eres / Ciudad solitaria / Volverás
- Michel (Zafiro, 1964): Los paraguas de Cherburgo / El amor
- Michel (Zafiro, 1965): Antes santíguate / Canción de amor
- Michel (Belter, 1966): Balada en la tumba de un soldado / El hombre
- Michel (Belter, 1968): Ojos de España (Spanish Eyes) / De la mano / Los gitanos (Les gitans) / Coplas / Y volverás / Caminante / En Aranjuez con tu amor (Aranjuez, mon souvenir) / Operación cariño / Granada / Más vueltas que la oreja / Toledo / Cuanto te voy a querer
- Michel (Belter, 1969): Verán / Amor de papel / Bajo el cielo de Moscú / Rosiña / Mi tierra gallega / El primer día / Valencia / Tu guitarra / Spasiva / Pensando / Danza española nº 5 "Andaluza" / Los molinos de La Mancha
- Мичел. Поет Мичел (Melodiya, 1971): Если Увидишь Летящую Голубку / Три Слова / Сегодня Нет Тебя Со Мной / Лебединая Верность / Нас Двое / Зима Кончилась / Одинокий Человек / Позволь Мне Проверить Твое Сердце / Цена Улыбки / Это Моя Последняя Песня
- Michel (Real Musical, 1985): Ojos negros / Atardecer en Moscú / Kalinka / Noche gris / Ancho campo / Los remeros del Volga / Corazón que late / Camino largo / La noche es corta / Katucha / Volga, Volga / Campanita